# HD 164427
 HD 164427 ist ein 120 Lichtjahre von der Erde entfernter Unterriese der Spektralklasse G4 im Sternbild Telescopium. Er hat eine scheinbare Helligkeit von 6,9 mag. Der Stern hat mit HD 164427 B einen spektroskopischen Begleiter, bei dem es sich um einen massearmen Stern mit etwa 0,3 Sonnenmassen handelt. Die Umlaufperiode beträgt 108,5 Tage, die Exzentrizität der Bahn 0,55, ihre Neigung rund 12°. Die Entdeckung des Begleiters wurde im Jahr 2001 von Christopher G. Tinney et al. publiziert.